# Гергебіль
Гергебіль (ав. Хьаргаби - «рясно засіяне», названо так через родючості і сприятливих умов) - село, адміністративний центр Гергебільського району Дагестану. Адміністративний центр і єдиний населений пункт сільського поселення «Село Гергебіль».

## Географія
Село Гергебіль розташоване на річці Казикумухське Койсу (у місця її злиття з річкою Каракойсу), за 106 км на північний захід від Махачкали, на висоті 665 м, за 100 км на південь від залізничної станції Буйнакськ. Вузол автодоріг.

## Населення
Населення 5195 чоловік (2010) . Моноетнічне (99,4%) аварське село .

## Історія
Засноване у XIII ст.
У 1842 році генерал Фезі заснував в аулі укріплення, яке було захоплено горцями під командуванням імама Шаміля восени 1843 року.

## Господарство
- Гергебільская ГЕС (1940).
- Фруктово-консервний завод.
- МП «Швейник».
- Поблизу села, у долині річки Каракойсу - турбаза «Гергебіль».

## Пам'ятки
- Жертовне місце (за 2 км на північ від села - на вершині гори Зуберха).
- Пам'ятник богатирю Осману Абдурахманову (скульптор А. Магомедов, 2007).
- Пам'ятник Серго Орджонікідзе (1967).

## Відомі жителі
- Манарша Дібірова (нар. 1935) - народна артистка Дагестану.
- Абдурашид Омаров - народний артист Дагестану.